# Judô nos Jogos Pan-Americanos de 2007 - Até 73 kg masculino
A categoria até 73 kg masculino do judô nos Jogos Pan-Americanos de 2007 foi disputada no Pavilhão 4A do Complexo Esportivo Riocentro com 12 judocas, cada um representando um Comitê Olímpico Nacional (CON).
Ryan Reser, dos Estados Unidos, conquistou a medalha de ouro ao superar o judoca local Leandro Guilheiro por um ippon na final. Roland Girones, de Cuba, e Nicholas Tritton, do Canadá, venceram suas lutas finais da repescagem e ficaram com as medalhas de bronze.

## Medalhistas
| Ouro   | USA Ryan Reser                          |
| Prata  | BRA Leandro Guilheiro                   |
| Bronze | CUB Roland Girones CAN Nicholas Tritton |

## Cruzamentos
|  | Primeira rodada       | Primeira rodada       | Primeira rodada |  |  | Quartas de final       | Quartas de final       | Quartas de final      |      |                     | Semifinais            | Semifinais            | Semifinais |  |  | Final | Final | Final |
|  |                       |                       |                 |  |  |                        |                        |                       |      |                     |                       |                       |            |  |  |       |       |       |
|  | GUA Sajir Arbaiza     | GUA Sajir Arbaiza     | 0000            |  |  |                        |                        |                       |      |                     |                       |                       |            |  |  |       |       |       |
|  | CUB Ronald Girones    | CUB Ronald Girones    | 1000            |  |  | CUB Ronald Girones     | CUB Ronald Girones     | 1000                  |      |                     |                       |                       |            |  |  |       |       |       |
|  |                       |                       |                 |  |  | ARG Mariano Bertolotti | ARG Mariano Bertolotti | 0001                  |      |                     |                       |                       |            |  |  |       |       |       |
|  |                       |                       |                 |  |  |                        |                        |                       |      | CUB Ronald Girones  | CUB Ronald Girones    | 0001                  |            |  |  |       |       |       |
|  | BRA Leandro Guilheiro | BRA Leandro Guilheiro | 1001            |  |  |                        | BRA Leandro Guilheiro  | BRA Leandro Guilheiro | 0031 |                     |                       |                       |            |  |  |       |       |       |
|  | HAI Josue Deprez      | HAI Josue Deprez      | 0001            |  |  | BRA Leandro Guilheiro  | BRA Leandro Guilheiro  | 0100                  |      |                     |                       |                       |            |  |  |       |       |       |
|  |                       |                       |                 |  |  | CAN Nicholas Tritton   | CAN Nicholas Tritton   | 0000                  |      |                     |                       |                       |            |  |  |       |       |       |
|  |                       |                       |                 |  |  |                        |                        |                       |      |                     | BRA Leandro Guilheiro | BRA Leandro Guilheiro | 0000       |  |  |       |       |       |
|  | PAR Wilfrido Cáceres  | PAR Wilfrido Cáceres  | 0000            |  |  |                        | USA Ryan Reser         | USA Ryan Reser        | 1000 |                     |                       |                       |            |  |  |       |       |       |
|  | CHI Eduardo Novoa     | CHI Eduardo Novoa     | 1001            |  |  | CHI Eduardo Novoa      | CHI Eduardo Novoa      | 0000                  |      |                     |                       |                       |            |  |  |       |       |       |
|  |                       |                       |                 |  |  | MEX Abraham Negrete    | MEX Abraham Negrete    | 1000                  |      |                     |                       |                       |            |  |  |       |       |       |
|  |                       |                       |                 |  |  |                        |                        |                       |      | MEX Abraham Negrete | MEX Abraham Negrete   | 0001                  |            |  |  |       |       |       |
|  | VEN Richard León      | VEN Richard León      | 0000            |  |  |                        | USA Ryan Reser         | USA Ryan Reser        | 0020 |                     |                       |                       |            |  |  |       |       |       |
|  | USA Ryan Reser        | USA Ryan Reser        | 1000            |  |  | USA Ryan Reser         | USA Ryan Reser         | 1000                  |      |                     |                       |                       |            |  |  |       |       |       |
|  |                       |                       |                 |  |  | DOM Marco Figuereo     | DOM Marco Figuereo     | 0000                  |      |                     |                       |                       |            |  |  |       |       |       |
|  |                       |                       |                 |  |  |                        |                        |                       |      |                     |                       |                       |            |  |  |       |       |       |

### Repescagem
| Repescagem 1           | Repescagem 1 |  |  | Repescagem 2           | Repescagem 2 |  |  | Disputa pelo bronze  | Disputa pelo bronze |
|                        |              |  |  |                        |              |  |  |                      |                     |
| GUA Sajir Arbaiza      | 0000         |  |  |                        |              |  |  | CAN Nicholas Tritton | 1010                |
| ARG Mariano Bertolotti | 0200         |  |  |                        |              |  |  | MEX Abraham Negrete  | 0000                |
|                        |              |  |  | ARG Mariano Bertolotti | 0000         |  |  |                      |                     |
|                        |              |  |  | CAN Nicholas Tritton   | 1000         |  |  |                      |                     |
| HAI Josue Deprez       | 0000         |  |  |                        |              |  |  |                      |                     |
| CAN Nicholas Tritton   | 1010         |  |  |                        |              |  |  |                      |                     |
|                        |              |  |  |                        |              |  |  |                      |                     |
| CHI Eduardo Novoa      |              |  |  |                        |              |  |  | DOM Marco Figuereo   | 0011                |
| Bye                    |              |  |  |                        |              |  |  | CUB Ronald Girones   | 0111                |
|                        |              |  |  | CHI Eduardo Novoa      | –            |  |  |                      |                     |
|                        |              |  |  | DOM Marco Figuereo     | F-G          |  |  |                      |                     |
| VEN Richard León       | 0100         |  |  |                        |              |  |  |                      |                     |
| DOM Marco Figuereo     | 1021         |  |  |                        |              |  |  |                      |                     |